# Ibe Peters Iben

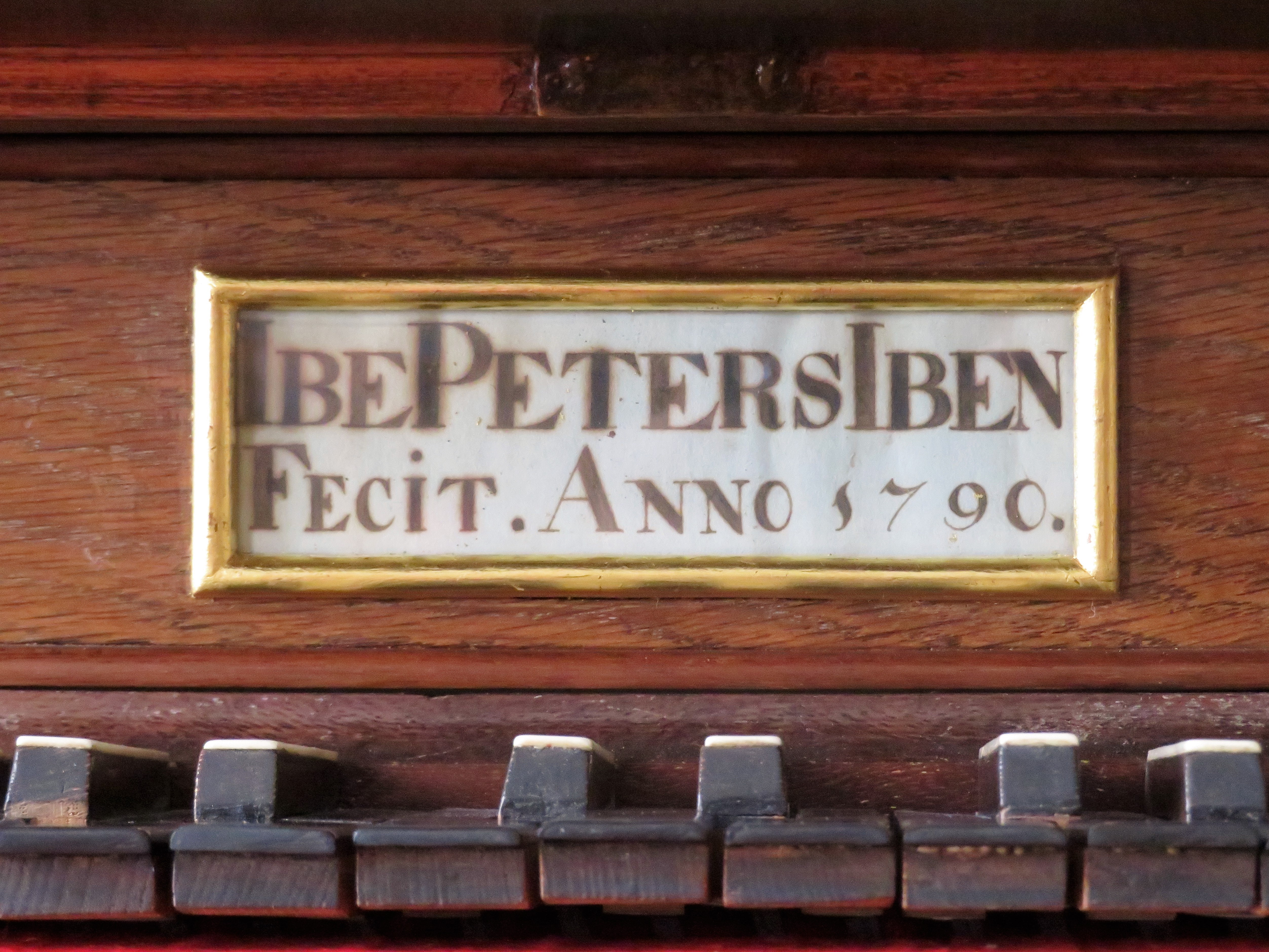
Firmenschild Ibens an seiner im Jahr 1790 erbauten Kabinettorgel

Ibe Peters Iben (* 9. Januar 1738 in Emden; † 8. Mai 1808 ebenda) war ein deutscher Orgelbauer, der im 18. Jahrhundert in Ostfriesland tätig war. Er scheint ausschließlich Kabinettorgeln gebaut zu haben.

## Leben und Werk
Ibe Peters Iben wurde Anfang 1738 als Sohn von Peter Iben und Geeske Hinderks in Emden geboren. Seine Eltern gehörten der evangelisch-reformierten Gemeinde in Emden an und ließen ihren Sohn dort am 9. Februar 1738 taufen. Wo er seine Ausbildung zum Orgelbauer absolvierte, ist nicht bekannt. In der Emder Großen-Brück-Straße betrieb er eine Orgelbauwerkstatt. Dort beschäftigte er in den Jahren 1775/1776 zwei Gesellen.
Iben baute kleine Orgeln im gesamten ostfriesischen Raum, die als Hausorgeln dienten, und erhielt auch einige Aufträge aus der niederländischen Region um Groningen. Die Register sind zum großen Teil aus Holz gefertigt. Für die Metallregister der Kabinettorgeln integrierte Iben  Pfeifenwerk aus älteren Instrumenten. Reparaturen scheint Iben selten ausgeführt zu haben. Nur von der Kirchenorgel in Westeraccum ist 1790 eine Reparatur bekannt.

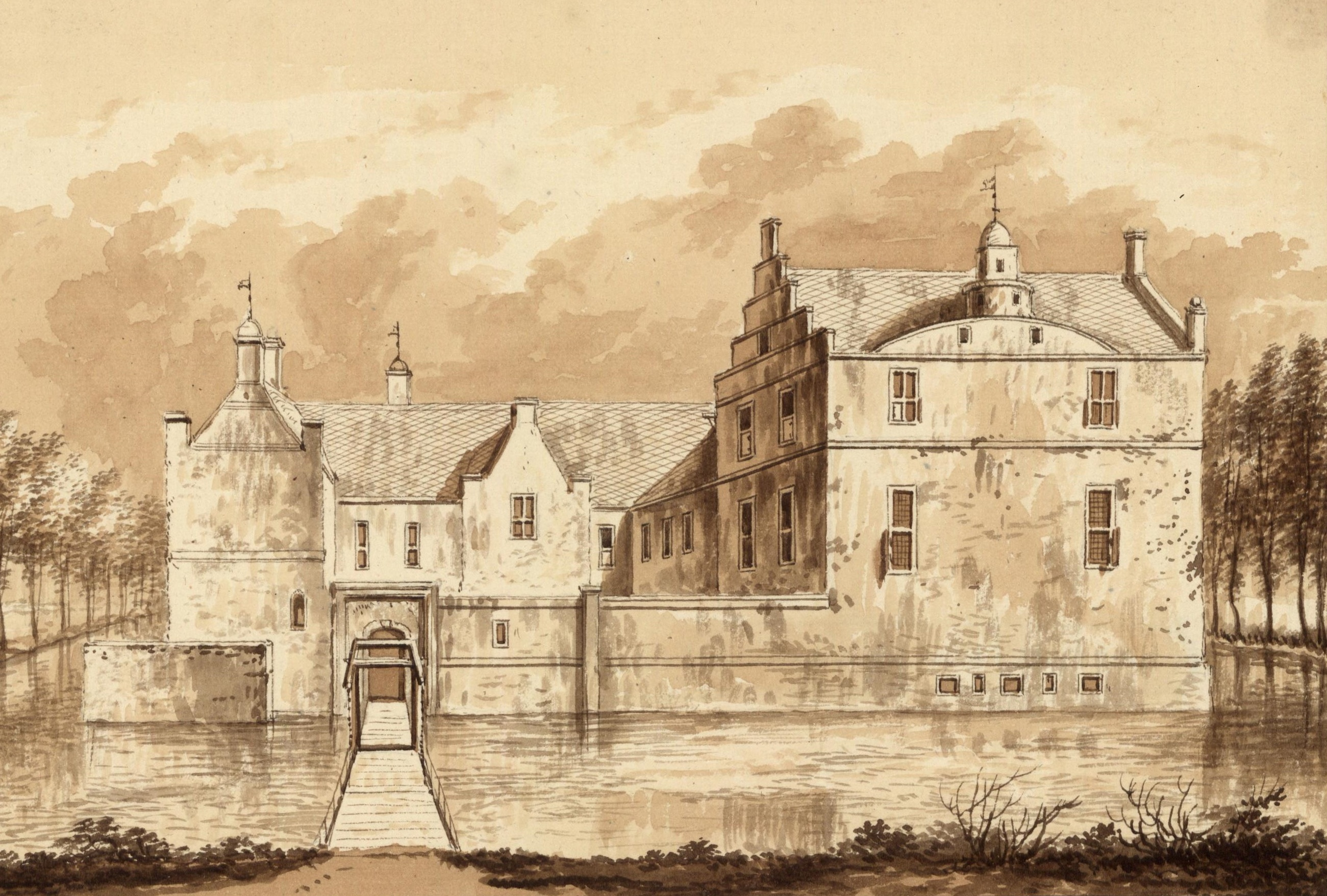
Schloss Onstaborg, erster Standort der Iben-Orgel aus dem Jahr 1783

Die wenigen erhaltenen Neubauten Ibens befinden sich heute meist in Museen. Eine im Jahr 1783 von Iben geschaffene Kabinettorgel befindet sich in den USA in der Sammlung der University of California in Berkeley. Das Instrument hat eine wechselvolle Geschichte: Ursprünglich für das Schloss Onstaborg bei Sauwerd in der niederländischen Provinz Groningen erbaut, kam es nach dessen Zerstörung in den Besitz des niederländischen Orgelbauers Petrus van Oeckelen und wurde in der Kirche des Weilers Klein Wetsinge bei Sauwerd aufgestellt. Die Orgel wurde zunächst von van Oeckelen selbst, ab 1884 dann von dem Groninger Orgelbauer Jan Doornbos gewartet. Um 1910 war sie in Privatbesitz in Bedum, später gehörte sie zwei Antiquitätenhändlern in Groningen. Nach einer Restaurierung Anfang der 1960er-Jahre durch den Orgelbauer Johann (Hans) Brink (Groningen, Niederlande) wurde das Instrument 1962 in Appingedam in der Ausstellung  "Oude Kunst uit Hogelandster bezit" gezeigt und war danach eine Zeitlang als Chororgel in der Kirche von Appingedam im Einsatz, während die dortige Hinsz-Orgel aus dem Jahr 1744 restauriert wurde. Im Jahr 1965 gelangte das Instrument nach einer Versteigerung nach Berkeley. Der aus Los Angeles stammende Orgelbauer Greg Harrold (* 1955)  restaurierte das zweihundert Jahre alte Instrument im Jahr 1984 und führt es in der Werkliste auf seiner Website als sein Opus 10 auf; dort sind auch die Disposition und Fotos der Orgel zu finden.

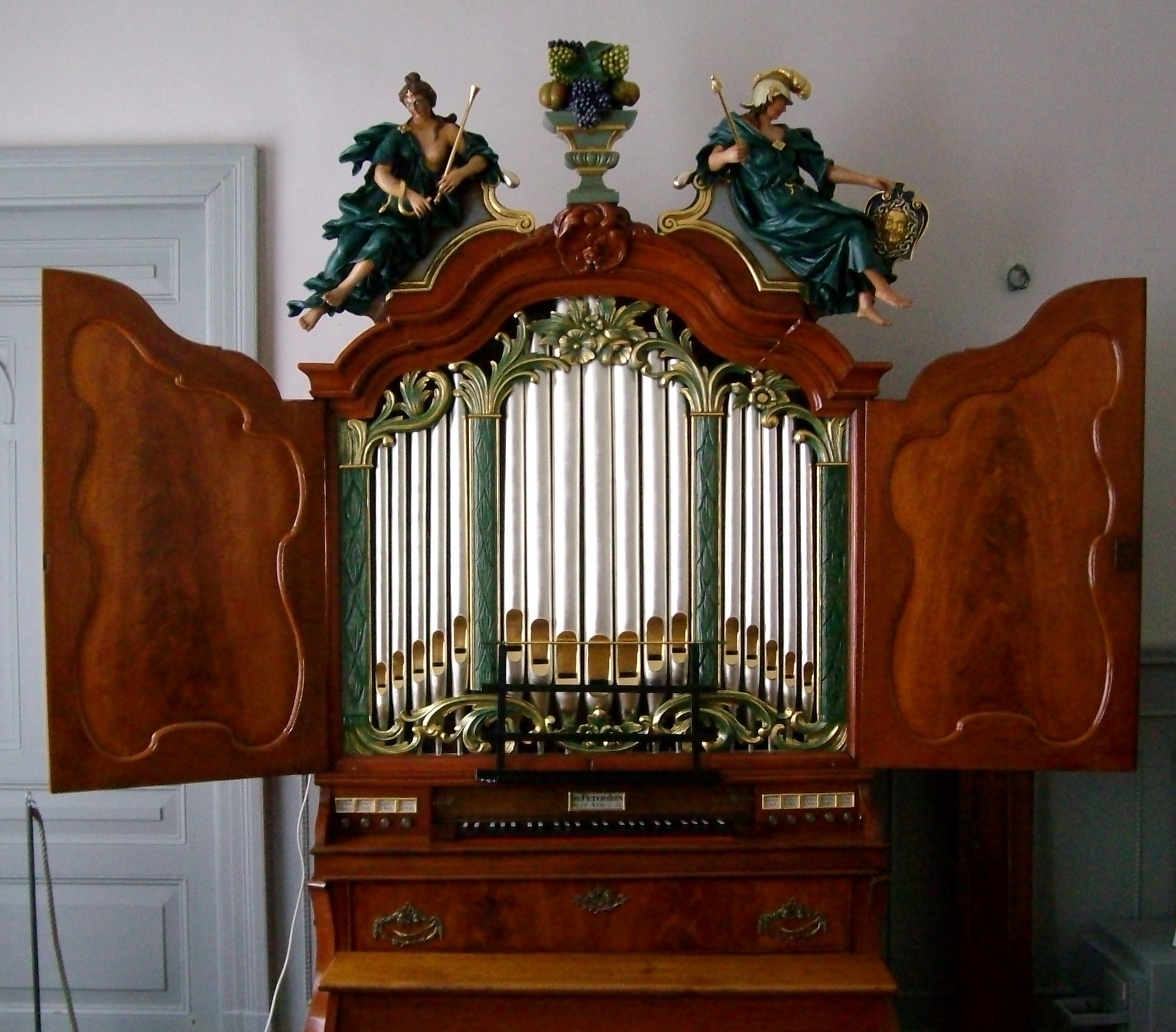
Ibens Kabinettorgel (erbaut 1790) im Orgelmuseum Organeum in Weener

Ibens bekanntestes Werk ist die 1790 für eine niederländische Familie erbaute Kabinettorgel, die heute das Wahrzeichen des Orgelmuseums Organeum im ostfriesischen Weener bildet. Das Instrument hat fünf Register, darunter vier geteilte Register, die weitgehend original erhalten sind. Das Obergehäuse weist geschwungene Formen auf, während das Untergehäuse mit Blendschubladen wie eine Kommode erscheint. Durch die Flügeltüren und die Manualabdeckung ist das Instrument vollständig verschließbar. Die allegorischen Figuren der Wahrheit und der Minerva, der Göttin des Handwerks und der Kunst, bekrönen die Orgel. Sie sind nach Vorlagen von Jost Amman (1599) gestaltet und flankieren eine Obstschale. Im Prospekt stehen Holzpfeifen mit einer Foliierung in Weißgold und Rotgold. Die Orgel befand sich bis 1988 in niederländischem Privatbesitz, bevor sie von der Ostfriesischen Landschaft erworben wurde. Pfeifenwerk und technische Anlage wurden in den Jahren 2007 und 2008 von Reinalt Johannes Klein und die farbliche Fassung von dem niederländischen Fachmann Helmer Hut restauriert. Das Instrument hat niederländische Registerbezeichnungen und folgende Disposition:
| I Manual C–d3       |    |
| Gedact B/D          | 8′ |
| Fluittraver (ab c1) | 8′ |
| Principal B/D       | 4′ |
| Gedact B/D          | 4′ |
| Octaav B/D          | 2′ |

## Werke (Auswahl)
| Jahr | Ort                   | Kirche bzw. Standort            | Bild | Manuale | Register | Bemerkungen |
| ---- | --------------------- | ------------------------------- | ---- | ------- | -------- | --- |
| 1783 | Berkeley, Kalifornien | University of California        |      | I       | 7        | Kabinettorgel mit einigen Holzregistern; 1817 nach Westerlee (NL) und 1876 nach Klein Wetsinge (Gemeinde Winsum) umgesetzt                                                                         |
| 1789 | Braunschweig          | Brüdernkirche                   |      | I       | 6        | Kabinettorgel, gebaut für Privatbesitz in Emden; 2013 Instandsetzund durch Reinalt Johannes Klein; Gehäuse vollständig und Windlade im Kern erhalten, Windanlage, Klaviatur und Pfeifenwerk modern |
| 1790 | Weener                | Organeum                        |      | I       | 5        | Kabinettorgel, gebaut für Privatbesitz in Blijham (Gemeinde Reiderland, NL) gebaut; 2007/2008 restauriert durch Reinalt Johannes Klein; weitgehend erhalten                                        |
| 1804 |                       |                                 |      | I       | 6        | Kabinettorgel, in Privatbesitz (bis in die 1960er-Jahre in Ihrhove, anschließend in Münster und Aumühle)                                                                                           |
| 1805 | Braunschweig          | Braunschweigisches Landesmuseum |      | I       |          | Kabinettorgel, gebaut für Privatbesitz in Emden. Das Landesmuseum überließ das Instrument 1954–1961 als Leihgabe der St.-Leonhard-Kapelle, die es instand setzte. Seitdem wieder im Landesmuseum.  |